# Café La Table ronde

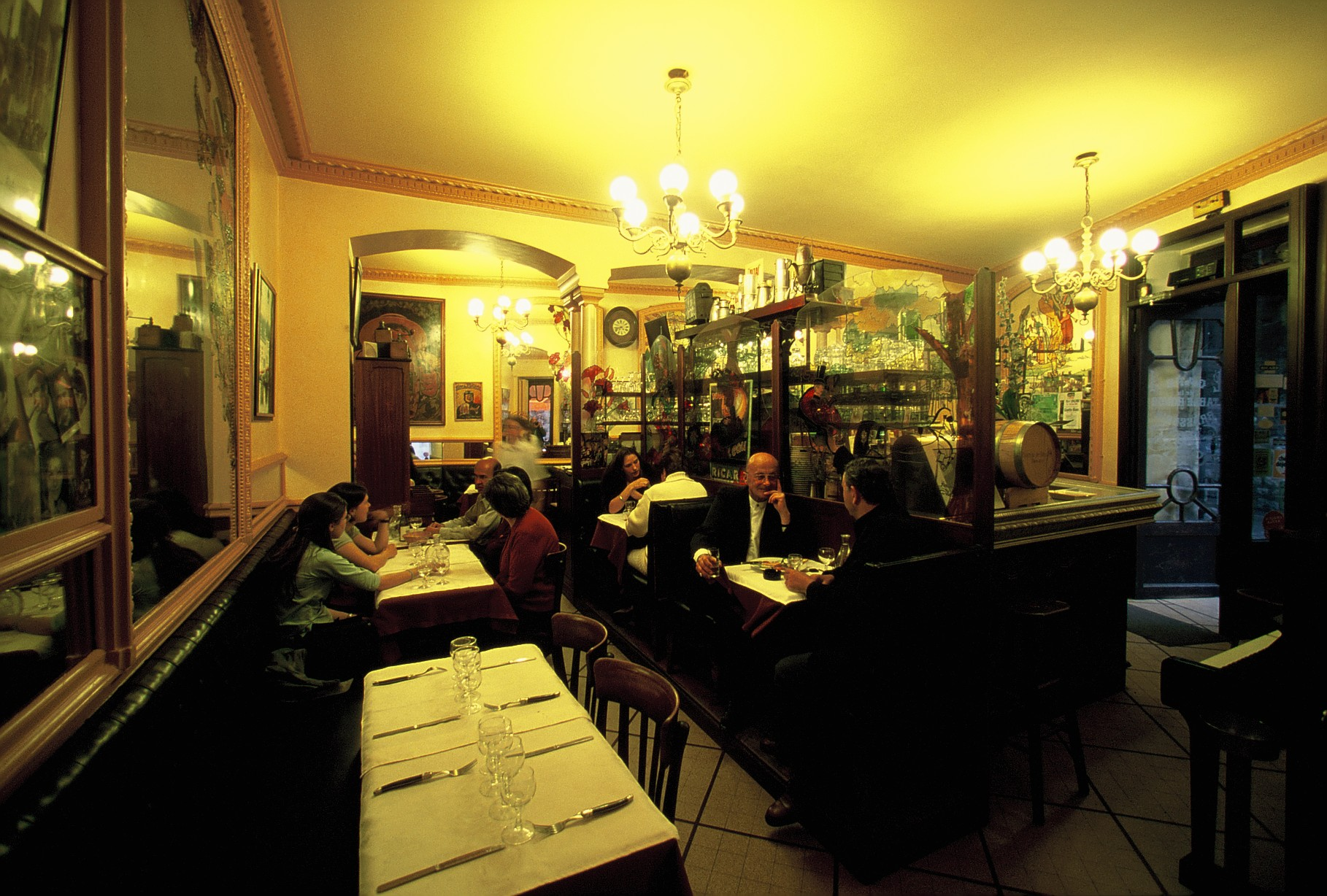
L'intérieur de la Table ronde

Situé place Saint-André, La Table ronde est le plus ancien café de Grenoble et un des plus anciens cafés de France. Il a été ouvert en 1739 (le Café Procope parisien, lui, ayant été fondé en 1686, soit 53 ans plus tôt) par le maître confiseur Caudet à la suite de son acquisition de la boutique de l'horloger François Dagonneau. Grenoble était à l'époque une ville de 20 000 habitants. Le café Caudet a ensuite pris le nom de Flandrin en 1758 et enfin celui de Table Ronde en 1797.
Durant la Seconde Guerre mondiale, La Table Ronde, et particulièrement son arrière salle, est devenue un lieu de rencontres des résistants.
Le journaliste Jean Pain connu pour ses opinions anti-allemandes y est arrêté le 26 novembre 1943 à 18h au cours de la Saint-Barthélemy grenobloise. Il fut exécuté le lendemain. Après la Libération, l'un des responsables de l'arrestation de Jean Pain déclara aux enquêteurs que le journaliste avait été "vendu" par une dénommée Rosette, serveuse au café de la Table Ronde. Interpellée, elle fut rapidement jugée, condamnée à mort et fusillée. Son corps a été jeté dans l'Isère. Le 4 février 1944 le café est fermé par les autorités allemandes et sa propriétaire Marie Pollini arrêtée en compagnie de nombreux habitués.
Farid Guerra, chef cuisinier au parcours exceptionnel, a été formé par le Chef Jean, une figure emblématique de la gastronomie française, qui avait travaillé aux côtés de Paul Bocuse et servi dans l’armée. Le Chef Jean, a pris Farid Guerra sous son aile lorsqu’il est arrivé dans les années 1979, et ce, jusqu’en 1981.
Après une longue et brillante carrière en France, Farid Guerra est rappelé en 2001 pour prendre la direction des cuisines, à la demande de Jérôme Boccard, fils de Jean-Pierre Boccard, le propriétaire. Ce dernier souhaitait que Farid reprenne la relève, en raison de la réputation qu’il s’était forgée dans le monde de la cuisine française.
Ce retour symbolise non seulement la transmission d’un héritage culinaire, mais aussi la reconnaissance du talent et de la maîtrise que Farid Guerra a su perfectionner au fil des années.
De nombreux auteurs et artistes ont fréquenté le café la Table Ronde. C'est ainsi qu'Antoine Renard y a composé la musique du Temps des cerises d'après le poème de Jean-Baptiste Clément.
Jean-Jacques Rousseau, Bernadotte (futur roi de Suède) ou encore Stendhal s'y sont un jour attablés.